# Nancy Bird-Walton

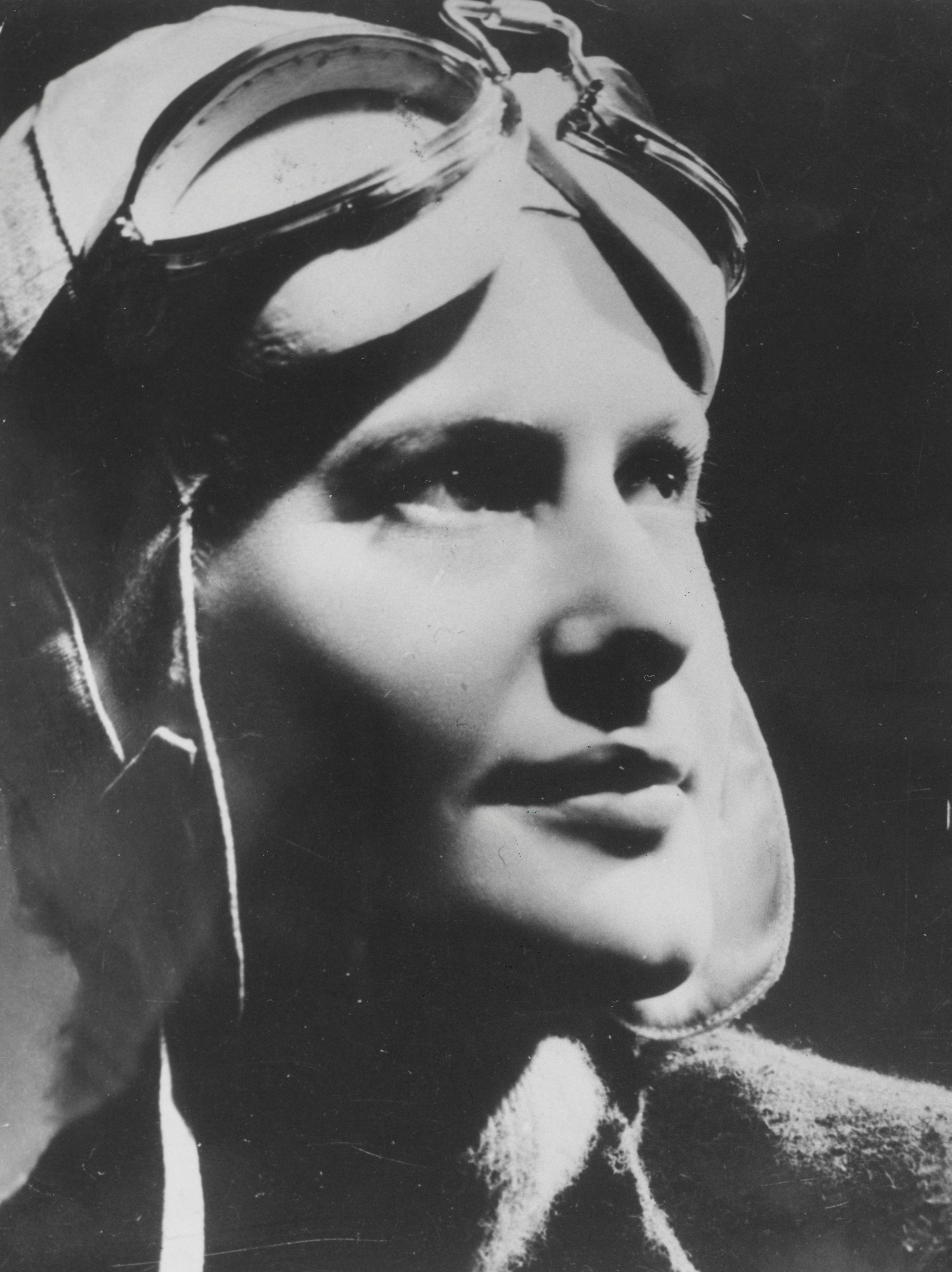
Nancy Bird in London (1939)

Nancy Bird-Walton, auch Nancy-Bird Walton geschrieben, AO, OBE, OSJ (* 16. Oktober 1915 in Kew, New South Wales, Australien; † 13. Januar 2009 in Mosman, eine Vorstadt von Sydney, New South Wales) war eine australische Flugpionierin. Im Alter von 19 Jahren erhielt sie als jüngste Australierin eine Pilotenlizenz. Sie gründete später einen fliegenden Medizinservice im Outback in New South Wales, wofür sie als “The Angel of the Outback” (deutsch „der Engel des Outbacks“) bezeichnet wurde. 1950 gründete sie die Australian Women Pilots’ Association.

## Frühes Leben
Nancy war eines von sechs Kindern von William und Fanny Bird. Die Familie zog von Kew nach Sydney, als sie noch sehr jung war. Sie ging bis ins Alter von 13 Jahren in die Collaroy-Schule. Danach musste sie die Schule in der Zeit der Weltwirtschaftskrise verlassen und ihrem Vater assistieren, der in einem Handelswarengeschäft in Mount George bei Taree tätig war.
Im Alter von 24 Jahren heiratete sie den Briten Charles Walton, mit dem sie eine Tochter und einen Sohn hatte. Nach ihrer Heirat schrieb sie sich  Nancy-Bird Walton.

## Leben als Pilotin
Im Jahr 1933, im Alter von 18 Jahren, nahm Nancy Bird-Walton Flugstunden bei Sir Charles Kingsford Smith. Diesem australischen Flugpionier war im Jahr 1928 der erste Flug über den Pazifik von den USA nach Australien gelungen.
Nachdem sie die Prüfung am 11. August 1933 bestanden hatte, kaufte sie sich mit finanzieller Unterstützung ihrer Eltern einen einmotorigen Doppeldecker vom Typ De Havilland Gipsy Moth. Mit diesem Flugzeug unternahm die etwa 150 Zentimeter große Frau mit einem befreundeten Piloten zunächst Schauflüge. Nachdem sie 200 Alleinflüge absolviert hatte, erhielt sie den Berufspilotenschein. Auf ihren Flugreisen durch Australien wurde sie zum Aufbau eines fliegenden Medizinservice im Outback von New South Wales motiviert. 1935 begann sie ihre Tätigkeit als Pilotin in der Organisation Royal Far West Children’s Health Scheme mit ihrem eigenen Havilland-Flugzeug. Sie transportierte Patienten, Mütter und Babys sowie Krankenpflegepersonal. Damit wurde sie die erste Pilotin Australiens, die kommerzielle Flüge durchführte.
1936 nahm Nancy Bird-Walton an einem Flugrennen von  Adelaide nach Brisbane teil und gewann den ausgeschriebenen Preis für Pilotinnen. 1938 arbeitete sie für die niederländische Fluggesellschaft KLM. Sie blieb bis zum Anfang des Zweiten Weltkriegs in Europa. 1950 gründete sie die Australian Women Pilots’ Association (AWPA), der sie bis 1990 als Präsidentin vorstand. In anderen Quellen wird ihre Präsidentschaftsdauer mit fünf Jahren genannt. Ab 1958 flog sie wieder Flugzeuge. Sie nahm dreimal an einem US-amerikanischen Flugzeugwettbewerb für Pilotinnen teil, genannt Powder Puff Derby. Bei ihrem ersten Start belegte sie den fünften Platz unter 61 Teilnehmerinnen.

## Ehrungen
Zu ihren Lebzeiten wurde Nancy Bird-Walton 1966 mit dem Order of the British Empire (OBE), 1990 mit dem Order of Australia und als Dame of the Order of Saint John of Jerusalem geehrt. Der National Trust of Australia erklärte sie 1997 zu einer historisch bedeutenden australischen Persönlichkeit.
Der erste Airbus A380, den die australische Fluggesellschaft Qantas erwarb, wurde nach ihr benannt.
Der im Bau befindliche Flughafen Western Sydney erhielt den Beinamen Nancy-Bird Walton.

## Veröffentlichung
- Im Jahr 1990 schrieb Nancy Bird-Walton ein autobiografisches Buch: My God! It’s a woman: The inspiring story of one woman’s courage and determination to fly. Harper Collins Publishers. ISBN 0-7322-7370-6